# Richard Gozney
Sir Richard Hugh Turton Gozney, KCMG CVO KStJ (* 21. Juli 1951) ist ein britischer Diplomat und war zwischen 2016 und 2021 Lieutenant Governor der Isle of Man. Er war vom 12. Dezember 2007 bis zum 18. Mai 2012 Gouverneur und Oberbefehlshaber der Bermudas.

## Karriere
Nach seiner Ausbildung an der Magdalen College School und in St. Edmund Hall, Oxford, trat Gozney 1973 in das Foreign and Commonwealth Office ein. 1984 wurde er Leiter der Kanzlei und der politischen Abteilung in Madrid, 1989 Privatsekretär des britischen Außenministers und 1993 britischer Hochkommissar in Swasiland. Danach wurde er 1996 Leiter der Abteilung für Sicherheitspolitik im Foreign and Commonwealth Office, 1998 Chef des Beurteilungsstabs im Cabinet Office und 2000 britischer Botschafter in Indonesien. 2004 wurde er britischer Hochkommissar in Nigeria, 2007 Gouverneur und Oberbefehlshaber von Bermuda und 2016 Lieutenant Governor der Isle of Man.

## Familie
Er heiratete am 24. April 1982 Diana Edwina Baird und hat zwei Söhne.